# Zographus cingulatus
Zographus cingulatus är en skalbaggsart som beskrevs av Aurivillius 1913. Zographus cingulatus ingår i släktet Zographus och familjen långhorningar.
Artens utbredningsområde är:
- Angola.
- Malawi.
- Moçambique.

Inga underarter finns listade i Catalogue of Life.